# Teatro SMS
Il Teatro SMS è un teatro situato a Grassina, una frazione del comune di Bagno a Ripoli.
Il teatro è legato alla lunga tradizione di associazionismo della Società di Mutuo Soccorso di Grassina e in particolare all'attività della Società Filarmonica e Corale, che nel 1893 in piazza Umberto I, su progetto dell'ingegner Ugo Parenti, avviò i lavori per la realizzazione della sua sede che, terminata due anni dopo, comprendeva anche un ampio salone per conferenze, spettacoli e feste.
In questo salone era presente un palcoscenico e qui si inaugurò un'intensa attività di spettacolo e di prosa alimentata anche dalla costituzione di una Società Filodrammatica diretta dall'artista fiorentino Paoletti. Negli anni trenta del secolo passato la sala venne attrezzata per proiezioni cinematografiche e in quello stesso periodo venne costruita all'esterno un'arena per le proiezioni e gli spettacoli estivi.
Nel 1970 venne realizzata una nuova sala su progetto dell'architetto Sanità, che da allora ha costituito un punto importante nell'attività teatrale di sperimentazione, di valorizzazione delle esperienze giovanili e di formazione del pubblico nell'ambito dell'area metropolitana fiorentina.
Fra le significative e importanti iniziative di questo vivace centro basterà ricordare il festival "Primavera Danza" che ogni anno riunisce numerose scuole di danza italiane e costituisce ormai un evento di respiro nazionale e internazionale.